# Nadia Petrova
Nadia (Nadezjda) Viktorovna Petrova (ryska:Надежда Викторовна Петрова), född 8 juni 1982 i Moskva i det dåvarande Sovjetunionen, är en rysk högerhänt professionell tennisspelare.

## Tenniskarriären
Nadia Petrova blev proffs i september 1999. Under de första sex åren som proffs på WTA-touren noterade hon inga turneringssegrar i singel. I oktober 2005 vände trenden då hon vann sin första singeltitel (Linz), och därefter fram till september 2008 har hon vunnit ytterligare sju singeltitlar (Doha, Amelia Island, Charleston, Berlin Stuttgart, Paris och Cincinnati). Hon rankades i maj 2006 som världstrea. I dubbel har hon vunnit 14 WTA-titlar inkluderande säsongsavslutande WTA Tour Championships 2004. Hennes bästa ranking i dubbel är tredje plats (mars 2005). Åren innan hon blev proffs vann hon fyra singeltitlar och en dubbeltitel på ITF-cirkusen. Hon blev singelmästare 1998 i juniorklassen i Franska öppna. 
Säsongerna 2003 och 2005 nådde Petrova semifinal i Franska öppna.

## Spelaren och personen
Nadia Petrova föredrar spel på hard-court där hon kan attackera för snabba avgöranden framme vid nätet. Hon har utmärkta grundslag och spelar med tvåhandsfattad backhand. 
Hon är bosatt i Moskva.

## WTA-titlar

### Singel (8)
- 2008 - Cincinnati
- 2007 - Paris (inomhus)
- 2006 - Doha, Amelia Island, Charleston, Berlin, Stuttgart
- 2005 - Linz

### Dubbel (14)
- 2008 - Cincinnati, Tokyo
- 2006 - Montréal (med Martina Navratilova)
- 2004 - WTA Tour Championships, Miami, Amelia Island, Berlin, Rom, Los Angeles, New Haven (alla med Meghann Shaughnessy)
- 2003 - Moskva (med Meghann Shaughnessy)
- 2002 - Linz (med Jelena Dokic)
- 2001 - 's-Hertogenbosch (med Ruxandra Dragomir), Linz (med Jelena Dokic).